# 1232
1232 (MCCXXXII) var ett skottår som började en torsdag i den julianska kalendern.

## Händelser

### Okänt datum
- Biskop Bengt i Linköping får påvlig tillåtelse att inrätta ett domkapitel, belagt i skrift 1245 och Sveriges första med säkerhet kända permanent fungerande domkapitel.
- Antonius av Padua kanoniseras.
- Spandau får stadsprivilegium. Ungefär samtidigt, 1244, får Berlin, av vilket Spandau numera utgör en del, stadsprivilegium.
- De Sicilianska konstitutionerna gör kejsar Fredrik II:s syditalienska rike till Europas första moderna monarki.

## Födda
- 10 november – Håkon den unge, kung av Norge 1240–1257.
- Manfred av Sicilien, kung av Neapel och Sicilien.

## Avlidna
- Michael Scot, skotsk matematiker.
- Tolui, regent av Mongolväldet.
- Yang, Kinas kejsarinna 1200-1223 och medregent 1223-1232.